# Фауна Козаре
Фауна Козаре иако је богата и разноврсна, још увек није довољно истражена и позната, иако, према досадашњим зоогеографским истраживањима она припада средњоевропском фаунистичком биогеографском типу. На подручје Козаре, борави приличан број аутохтоних животињских врста, као и знатан број врста које су у пролазу, а задржавају се повремено. У зоографском погледу Козара припада средњоевропском подручју, сем појаве појединих врста представника медитеранске фауне (нпр поскока).

## Опште информације
Планина Козара се налази у северозападном делу Републике Српске, на простоору дугом око 70 километара и широком око 30 километара, обухватајући територије општина Нови Град, Костајница, Козарска Дубица, Градишка, Лакташи и Градова Бања Лука и Приједор. Козара је омеђана рекама Уном на западу, Савом на северу, Саном и Гомјеницом на југу и Врбасом на истоку.
Позната је по својим црногоричним и листопадним шумама, пропланцима, потоцима, и богатој флори и фауни.
Иако је највиши врх планине Лисина, са 978 метара надморске висине, најатрактивнији део Козаре је плато Мраковица, који са 806 метара надморске висине, представља средишњи део Националног парка Козара, киоји се простире на површине од око 3.500 хектара.
Поред бројних природних лепота које је красе, ову планину, Пона је познатаи по својим црногоричним и листопадним шумама, пропланцима, потоцима, и богатој флори и фауни.

## Инсекти
Током једног од последњих истраживања Центра за животну средину откривено је 44 нових врста инсеката само на подручју Националног парка Козара.
Сапроксилни тврдокрилци на Козари играју изузетно важну улогу у процесима разградње органске материје и кружењу хранљивих материја у природи и показатељи су очуваности и природности шумских екосистема. Сматрају се најугроженијим инсектима у шумским екосистемима умереног климатског појаса Европе, док тврдокрилци представљају једну од најбројнијих и најважнијих група инсеката наведених у Директиви о стаништима Европске уније.

### Правокрилци
На основу досадашњих истраживања правокрилаца, зрикавци и попци, (Ensifera), са пипцима који су им дужи од половине дужине тела утврђено је да на пропланцима појаса буково-јелове шуме живи 27 врста скакавца, док је на сувљим стаништима нађено 22 врсте, што указује на богат диверзитет правокрилаца, међу којима има и оних који су први пут описани у налазима са Козаре, као што су: 
- Ectobus halcana, нађен је један примерак на Мраковици;
- Biocolorna biocolot, нађен на Мраковици и Таловића пољани;
- Miramela bos, налазиште Мраковица, Моштанице, Глобуча;
- Poecilimon ornatus, нађен на Голубачи и другим локацијама

Према зоогеографској распрострањености правокрилци (Orthoptera) припадају: евросибирским, арктичким и европским.

## Рибе
Реке подножја Козаре богате су аутохтоним врстама риба:
- поточна пастрмка (Salmo trutta),
- поточна мрена,
- кркуша,
- клен,
- шаран,
- бабушка,
- кауглер,
- деверика,
- бодорка...).

## Водоземци
Водоземци су представљени врстама: 
- жаба крстача (Bufo vulgaris) живи уз реку Голубачу;
- шумска (јестива) жаба (Rana agilis) живи у зони локалитета: Мраковица, Бијеле воде, Храстова коса;
- велика зелена жаба (Rana ridibunda) живи у зони Лисине;
- даждевњак пегави (Salmandra maculosa) живи у зони изворишта на Мраковици.

## Гмизавци
Гмизавци су представљени врстама: 
- планински гуштер (Lacerta agilis) живи на камењару Гајинису и Живодеру код села Јанковићи,
- смук (Coluber longissimus), живи у зони Бијеле воде и долини ријеке Голубаче,
- коцкаста белоушка (Tropidonotus tesacllatus) живи уз ријеку Голубачу;
- поскок (Vipera smmodytes), као једини представник медитеранске фауне, који ремети средњоевропску фауну.

- Змије заступљене на простору Козаре
- Смук (Coluber longissimus),
- Поскок (Vipera ammodytes)
- Коцкаста белоушка (Tropidonotus tesacllatus)

У зоогеогафском погледу хепертофауна поскока, као представника медитранске фауне, ремети чисту средње европску хепертофауну Козаре, на којој није утврђена хепертофауна са панонског подручја: 
- црвени мукач (Bombinator igneus),
- зелена жаба (Rana esculeta)
- шарка (Vipera berbus) које су типичне за посавину.

## Птице
Цела планина Козара је уврштена у листу потенцијалних подручја значајних за птице на међународном нивоу (IBA – Important Bird Areas).  У оквиру истраживања  спроведеног 2013. године на Козари су пронађене 102 врсте птица, међу којима су најзначајније сова дугорепа, црна рода, орао кликташ и друге. Током овог истраживања није пронађене  18 врста које су раније евидентиране у старијим и површним истраживањима, док је пронађено 10 врста које раније нису евидентиране на Козари.
У шумским екосистемима од птица најдоминантније су:   
- фазан (Phasianus colchicus) конји је вештачким путем унет у заштићени преде Козаре
- јаребица (Peridixa sp.);
- голуб гривњаш (Columba palumhus);
- голуб дупљаш (Columba oenas);
- грлица (Streptopelia turtur);
- дивља патка (Anas p!atyrhychos);
- Јаребицалиска (Fulica atra),
- јастреб кокошар (Aceipiter gentilis);
- шумска сова  (Strix aluco);
- врана  (Corridae sp);
- сврака (Pica pica);
- зеба (Fringilla coiiehes);
- сјеница (Parus cristatus);
- славуј (Luscinia luscinia);
- детлић (Dendrecopus major).

## Сисари
Међу аутохтоним сисарима који се срећу на Козари доминантне врсте су: 
- срна (Capreolus capreoius);
- дивља свиња (Sus scrofa),
- вук (Canis lupus);
- лисица (Canis vuipes);
- јазавац (Meles meies),
- Дивља свињакуна златица (Martes martes);
- твор (Putorius putorius);
- мала лисица (Mustela nivaiis);
- веверица (Scirus vularis);
- европски зец (Lepus europaeus);
- јеж (Erinaceus europaeus);
- видра (Lutra lutra),
- кртица (Talpa europaea);
- шумски миш (Apodemus silvaticus)
- обични пух (Muscardinus sp);
- дивља мачка (Felis silvestris);
- обични јелен (Carvus elaphus) редак је који доплива преко Саве, јер је то алохтона врста.